# Thaumatocypris rudjakovi
Thaumatocypris rudjakovi är en kräftdjursart som beskrevs av Louis S. Kornicker 2004. Thaumatocypris rudjakovi ingår i släktet Thaumatocypris och familjen Thaumatocyprididae. Inga underarter finns listade i Catalogue of Life.